# Мантуриха (река)
Ма́нтуриха (Ма́ндриха) — река в Кабанском районе Бурятии. Впадает в озеро Байкал.

## География
Берёт начало на водоразделе Хамар-Дабана у горы Зурхэ (1219 м). Впадает в южную часть озера Байкал. Длина — 54 км, площадь водосборного бассейна — 568 км². По данным наблюдений с 1940 по 1979 год среднегодовой расход воды в 3,8 км от устья составлял 7,92 м³/с.
Река течёт в горно-таёжной местности, большей частью в узкой межгорной долине. В 5 км от устья выходит на предбайкальскую низменность. При впадении в Байкал образует култук (залив), ограниченный байкальской косой. В устье на правом берегу в 200 м от реки расположен посёлок Мантуриха с одноимённым остановочным пунктом Транссиба. Устье пересекают два железнодорожных моста и автомобильный мост федеральной трассы «Байкал».
Вдоль Мантурихи проходит старая лесовозная дорога, ведущая вверх на перевал у её истока, и далее вниз по реке Убукун в посёлок Ардасан в Селенгинском районе.

## Данные водного реестра
По данным государственного водного реестра России и геоинформационной системы водохозяйственного районирования территории РФ, подготовленной Федеральным агентством водных ресурсов:
- Бассейновый округ — Ангаро-Байкальский
- Речной бассейн — бассейны малых и средних притоков южной части озера Байкал
- Речной подбассейн — отсутствует
- Водохозяйственный участок — бассейны рек южной части озера Байкал в междуречье рек Селенги и Ангары

## Основные притоки
(расстояние от устья)
- 20 км — река Малая Мантуриха (пр)
- 30 км — река Саранте (лв)
- 31 км — река Зандята (лв)

## Топографические карты
- Лист карты M-48-8 Бабушкин. Масштаб: 1 : 100 000. Состояние местности на 1972 год. Издание 1976 г.
- Лист карты M-48-9 Большая Речка. Масштаб: 1 : 100 000. Состояние местности на 1971 год. Издание 1980 г.
- Лист карты M-48-21 Пионерский. Масштаб: 1 : 100 000. Состояние местности на 1975 год. Издание 1980 г.